# Olaf (personaje)
Olaf es un muñeco de nieve con vida de la franquicia Frozen. Olaf se presenta por primera vez en la película animada de Disney Frozen (2013) como un muñeco de nieve inanimado creado por Elsa y Anna en su infancia. Luego reaparece como un personaje de la película mientras Anna busca a su hermana fugitiva con la esperanza de restaurar el verano. Olaf es recreado por Elsa cuando accidentalmente sumerge a Arendelle en un invierno eterno. Olaf ayuda a Anna y Kristoff a encontrar a Elsa y viaja con ellos de regreso al reino, donde sigue siendo parte de la vida de las hermanas y aparece nuevamente en la película y dibujos de 2019, Frozen II. Su voz es la de Josh Gad.

## Desarrollo

### Orígenes y concepto
El estudio Disney hizo sus primeros intentos de adaptar el cuento de hadas de Hans Christian Andersen, "La reina de las nieves", ya en 1943, cuando Walt Disney consideró la posibilidad de producir una película biográfica del autor.Sin embargo, la historia y los personajes resultaron ser demasiado simbólicosy plantearon problemas irresolubles a Disney y sus animadores. Posteriormente, otros ejecutivos de Disney habían hecho esfuerzos para trasladar este material a la pantalla grande, sin embargo todas estas propuestas fueron archivadas por problemas similares.
En 2008, Chris Buck le presentó a Disney su versión de la historiallamada Anna y la Reina de las Nieves, que estaba prevista para ser animada tradicionalmente.Esta versión era "completamente diferente" a Frozen; tenía una historia que se acercaba mucho más al material original y presentaba un personaje de Olaf completamente diferente, el papel se parecía más al de Marshmallow.Sin embargo, a principios de 2010, el proyecto fue descartado nuevamente.El 22 de diciembre de 2011, Disney anunció un nuevo título para la película, Frozen, que se estrenaría el 27 de noviembre de 2013, y un equipo diferente al del intento anterior.El nuevo guion, que empleaba "el mismo concepto pero fue completamente reescrito",finalmente resolvió el problema a largo plazo con la historia de Andersen al representar a Anna y Elsa como hermanas.

### Voz
Josh Gad, un actor nominado al Tony mejor conocido por su interpretación del élder Cunningham en El Libro de Mormón de Broadway (que fue coescrito por el coautor de Frozen, Robert Lopez),fue elegido para dar voz a Olaf.Gad expresó más tarde que conseguir un papel en una película de Disney era "una especie de sueño hecho realidad" para él, ya que siempre había sido un fanático de las películas de Disney en general y de sus producciones animadas en particular."Crecí durante la segunda edad de oro de la animación de Disney, cuando cada película que salía era un evento: La Sirenita, La Bella y la Bestia, Aladdín, El Rey León", dijo.Impresionado por las actuaciones de compañeros de comedia como Timón y Pumba en El Rey León, o el Genio en Aladdín, Gad se propuso interpretar personajes de este tipo desde su temprana edad: "Recuerdo [...] diciendo: "Quiero hacer eso algún día". Tengo muchas ganas de hacer eso", recordó.Gad basó su actuación en su coprotagonista de El Libro de Mormón, Rory O'Malley.

### Diseño y caracterización
Como muñeco de nieve que Anna y Elsa construyeron juntas cuando eran niñas, Olaf representa el amor inocente y la alegría que las hermanas tuvieron cuando eran jóvenes antes de separarse. No sólo es divertido, sino que también tiene un "gran papel que desempeñar representando el amor inocente en la escala del miedo versus el amor". No fue hasta que significó algo para las chicas que resonó con nosotros","Cuando Anna y Elsa eran muy pequeñas, y antes de que los poderes de Elsa lastimaran accidentalmente a Anna, jugaron. Se escabullirían y jugarían con sus poderes. Y los ves rodar el muñeco de nieve. Él no es mágico. Él no vuelve a la vida. Pero lo llaman Olaf y le gustan los abrazos cálidos". "Inspira el look. Y entonces, cuando Elsa canta "Libre Soy", obviamente lo primero que recuerda es el último momento en el que fue feliz. Y fue ese momento. Y por eso está imbuido de eso. Es un amor inocente". Los temas continuos que se pueden ver a lo largo de la película giran en torno al poder del amor y el miedo. Olaf, en un extremo de ese espectro, representa la forma más inocente de amor. Es posible que se parezca a algunos de "Las características del yo más joven de Anna. Esto proporciona una conexión entre el pasado feliz de las hermanas y su capacidad de recordar ese amor en tiempos difíciles. En general, su personaje proporciona gran parte del alivio cómico que se encuentra en la película, al mismo tiempo que transmite una adorable inocencia y pureza". Fue muy divertido y emocionalmente aportará muchas cosas que aún no hemos podido mostrarles. Así que es divertido en el sentido de que los niños dicen lo obvio." (Lee) "Y también puede decir cosas muy conmovedoras." (Buck)
En las primeras versiones de la película, Olaf fue escrito originalmente como uno de los guardias del castillo de Elsa cuando el concepto de Elsa controlando una legión de amenazantes muñecos de nieve todavía estaba en la historia. Buck habló sobre este escenario de personaje desechado: "Siempre hablamos de que ella estaba tratando de aprender sobre sus poderes. Así que hablamos de ello como si fuera el primer panqueque. Ya sabes, los panqueques se queman en el fondo cuando tirar. Bueno, ese es Olaf. Olaf fue su primer panqueque". Para evitar que el personaje se volviera demasiado complejo, los directores querían que tuviera una inocencia infantil. Según Lee, "Cuando eres niño, la torpeza y las formas divertidas que haces con los muñecos de nieve, las cabezas nunca son perfectas" y así fue como se les ocurrieron las ideas al pensar qué pensarían los niños de un muñeco de nieve.
Gad también hizo muchas mejoras para Olaf durante las sesiones de grabación. Pero los directores tuvieron mucho cuidado de no arriesgarse a que el personaje se apoderara de la historia. "Olaf era en gran medida un boceto hasta que tuvimos a Josh Gad, y luego simplemente entramos en la habitación y jugamos y nos divertíamos mucho y así es como realmente encontramos su voz específicamente y cómo se ve. mundo. Realmente fue trabajar con Josh lo que hizo eso"."Fue mucho más divertido de lo que esperaba, gracias en gran parte al personaje de muñeco de nieve engañado sorprendentemente bien escrito de Josh Gad" (Del Vecho).La actuación de Gad en el estudio fue grabada en vídeo y los animadores utilizaron sus expresiones faciales y movimientos físicos como referencia para animar al personaje.
Hyrum Osmond, uno de los supervisores de animación de la película, fue el personaje principal de Olaf.Del Vecho lo describió como "tranquilo pero tiene una personalidad divertida y excéntrica, así que sabíamos que le aportaría mucha comedia".El propio Osmond admitió que "Mi personalidad es un poco como Olaf".
Los realizadores desarrollaron un nuevo software llamado Spaces para ayudar a los artistas a deconstruir a Olaf y reconstruirlo como parte del proceso de animación. "Era una especie de sueño de un animador", dijo entusiasmado Osmond. "Tienes un personaje que puede desmoronarse. Le dijimos al equipo de animación: 'Diviértete con él'". "La parte divertida de Olaf es que aprendimos desde el principio que las partes de su cuerpo pueden desmoronarse y sabíamos que lo haríamos. "Quiero aprovechar eso al máximo. Verás bastante más de eso en la película de una manera sorprendente". (Chris Buck)."Olaf se ha convertido en su propio personaje cómico destacado y los animadores se divierten animándolo. Hay mucha calabaza allí, quiero decir, mucha, y es el único personaje que podemos tirar por un acantilado y tener. él se desmorona en el camino hacia abajo, aún sobrevive y es feliz. Tenemos el contraste de Olaf siendo un muñeco de nieve pero amando la idea del verano" (Del Vecho).

## Apariciones

### Filmografía deFrozen

#### Frozen
Su primera aparición en Frozen es durante la infancia de Anna y Elsa como muñeco de nieve. Más tarde, Olaf es recreado durante el primer estribillo de "Let It Go", y sin que Elsa lo sepa, cobra vida. Dos días después, Anna, Kristoff y Sven se cruzan con Olaf mientras viajan por un prado. El primer instinto de Anna es darle a Olaf la nariz de zanahoria que le faltaba. Antes de continuar su camino, Olaf canta un número corto fantaseando con cómo sería experimentar el calor del verano, sin saber que se derretirá. Luego, Olaf guía a Anna y Kristoff al palacio de hielo de Elsa.
Después de que Marshmallow los expulsa, Olaf acompaña a Anna y Kristoff a los trolls que criaron a Kristoff, buscando ayuda de Grand Pabbie con respecto al hielo que hay en el corazón de Anna. Allí, los trolls intentan casarse con Anna y Kristoff ("Fixer Upper") y Olaf canta una frase en la secuencia.
El grupo cree que un "beso de amor verdadero" puede salvar a Anna, por lo que regresan a Arendelle. Olaf se separa del grupo en el camino y sólo aparece de nuevo en la biblioteca después de la traición de Hans , habiendo logrado burlar a los guardias. Después de calentarla, Olaf consuela a Anna y le cuenta el verdadero significado del amor. Después de darse cuenta de que Kristoff ama a Anna y verlo regresar con ellos, se dirigen al fiordo para encontrar a Kristoff, pero Olaf queda impresionado. Cuando finalmente encuentra a sus amigos, se sorprende y entristece al ver que Anna ha quedado completamente congelada. Se siente aliviado al verla descongelarse y es el primero en darse cuenta de que el sacrificio de Anna para salvar a Elsa fue el acto de amor verdadero que necesitaba para romper el hechizo.
Al final, cuando Elsa finalmente disipa el eterno invierno y se restablece como reina, crea una nube de nieve para que él se pare directamente encima de él y pueda cumplir su sueño de vivir en verano sin derretirse. Luego huele una flor y estornuda su nariz de zanahoria directamente en la boca de Sven, pero Sven se la devuelve. Se le ve por última vez patinando con Anna y Elsa mientras Elsa crea una pista de patinaje improvisada en el patio del castillo.

#### Frozen Fever
Olaf aparece en el cortometraje Frozen Fever, donde Elsa lo pilla metiéndose un trozo de pastel en la boca. Cuando Elsa no presta atención, Olaf rápidamente lo escupe sobre el pastel donde comió. Luego, lo encuentran ayudando a Kristoff y Sven a tratar de deshacerse de los muñecos de nieve que se producen cada vez que Elsa estornuda. Al final del especial, se lo ve ayudando a Kristoff y Sven a escoltar a los muñecos de nieve a vivir con Marshmallow en el palacio de hielo en la Montaña Norte.

#### Olaf's Frozen Adventure
Olaf protagonizó una película navideña de Frozen de 21 minutos junto con Anna, Elsa, Kristoff y Sven, que debutó en los cines por tiempo limitadocon Coco de Disney·Pixar el 22 de noviembre de 2017.hizo su debut televisivo en ABC el 14 de diciembre de 2017.
Cuando llega la Navidad a Arendelle, Anna y Elsa planean una fiesta sorpresa para sus súbditos. Olaf está particularmente emocionado por comenzar las festividades, pero cuando llega el momento de comenzar la fiesta, todos los invitados se van después del repique anual de la campana de Navidad en el patio del castillo. Anna y Elsa se dan cuenta de que su aislamiento les había privado de sus propias tradiciones navideñas, por lo que Elsa se siente culpable. Olaf, sin embargo, recluta a Sven para viajar por Arendelle y aprender de la población todas las tradiciones que la temporada tiene para ofrecer. Una vez que se recopila suficiente información (incluida la fusión y luego la reforma en la sauna de Oaken), Olaf regresa al castillo, aunque un percance al sobrecargar el trineo de Kristoff los separa y destruye el trineo y todos los recuerdos relacionados con las vacaciones en el proceso. Con solo un pastel de frutas, Olaf viaja al bosque y es atacado por lobos feroces mientras lo atraviesa. Se escapa por poco de ellos, pero poco después pierde el pastel de frutas ante un halcón.
Deprimido por haberles fallado a Anna y Elsa, Olaf se adentra en la noche, deprimido, y piensa que sería mejor permanecer perdido. Mientras tanto, Sven informa a Kristoff, Anna y Elsa del encuentro de Olaf con los lobos y se organiza un grupo de búsqueda para encontrar al muñeco de nieve desaparecido. Después de mucha búsqueda, las hermanas reales se encuentran con el desanimado Olaf, quien se disculpa por haber fracasado en su misión. Anna y Elsa revelan que lograron encontrar una tradición por su cuenta: Olaf. Se revela que durante los años que estuvieron separados, Anna creaba dibujos de Olaf (y en una ocasión, un muñeco) y los deslizaba debajo de la puerta de Elsa cada Navidad como un recordatorio de su infancia y el amor que se tienen el uno al otro. Luego, las hermanas llevan a Olaf y sus súbditos a un lago helado bajo la aurora boreal para organizar una fiesta navideña y crear un árbol de Navidad gigante hecho de hielo pero después de crear el árbol de Navidad el halcón le devolvió el pastel de frutas a Olaf.

#### Frozen II
Olaf aparece en la secuela de Frozen, Frozen II; lanzado el 22 de noviembre de 2019 en los EE. UU. En esta película, se revela que Olaf ya no necesita su ráfaga personal y ahora tiene una capa de permafrost que evita que se derrita. Mientras huye de Arendelle, Olaf comienza a soplar, pero Kristoff lo salva de quedar impresionado. Fue visto jugando con los niños mientras decoraban algunos cristales de hielo.
Cuando Elsa se congela sabiendo la verdad sobre el pasado, Olaf se desintegra una vez que el poder de Elsa desaparece. Después de que Anna destruye la presa y Elsa se salva gracias a su acción, Elsa reconstruye a Olaf.

#### Once Upon a Snowman
Once Upon a Snowman cuenta la historia de Olaf después de que Elsa lo creara y antes de conocer a Anna y Kristoff. Explica por qué a Olaf le gusta el verano y cómo recuerda su nombre.

#### Olaf Presents
Inspirado en una escena de Frozen II en la que Olaf resume la totalidad de la primera película en 90 segundos, Olaf Presents tiene a Olaf recapitulando varias películas populares de Disney en la misma línea. El resume La Sirenita, Aladdín, El Rey León, Enredados y Moana.

### Otras apariciones en animación
Olaf hizo una aparición en un episodio de Sofia the First titulado "La Biblioteca Secreta: Olaf y el Cuento de la Señorita Urtica", el segundo episodio de un arco argumental de cuatro partes, que se estrenó el 15 de febrero de 2016 en Disney Channel y Disney Junior. Una vez más, su voz nuevamente es de Josh Gad.
Él es uno de los varios personajes de Walt Disney Animation Studios que aparecen en el cortometraje Once Upon a Studio. Él es visto dibujando al Genio de Aladdín, quien lo sorprende al salir del dibujo, y luego forma parte de una foto grupal con el resto de los personajes. Josh Gad regresó como la voz de Olaf.

### Parques temáticos
En Disneyland, había un Olaf audio-animatrónico parlante sentado en lo alto del techo de la cabaña donde se encontraban Anna y Elsa.Del 5 de julio al 1 de septiembre de 2014, como parte del espectáculo "Frozen" Summer Fun en Disney's Hollywood Studios, Olaf aparecerá en la sección Olaf on Summer Vacation para intervenir y mantener a los visitantes informados sobre todas sus aventuras. También está disponible para recogerlo y llevarlo en varios lugares del parque. El personaje también aparecerá en la sección "Frozen" Fireworks Spectacular junto a Anna, Elsa y Kristoff, un espectáculo de fuegos artificiales con la música de Frozen.Anna, Elsa, Kristoff y Olaf harán apariciones en Mickey's Once Upon a Christmastime Parade, ofrecido durante Mickey's Very Merry Christmas Party en Magic Kingdom en noviembre y diciembre de 2014Oficialmente a partir del 7 de enero de 2015, Olaf comenzó a hacer apariciones para conocer y saludar en Disney California Adventure Park en "Olaf's Snow Fest", y los invitados podían aprender a dibujar a Olaf o Marshmallow en la Academia de Animación del Disney Animation Building como parte del evento del parque "Frozen Fun".
A partir del 22 de mayo de 2015, Disneyland estrenó un nuevo desfile nocturno llamado "Paint the Night", que incluye una carroza de Frozen con Anna, Elsa y Olaf, como parte de la celebración del 60 aniversario del parque.Olaf aparece como audio-animatrónico en la atracción oscura Frozen Ever After, que se inauguró en Epcot el 21 de junio de 2016. Aparece por primera vez junto a Sven, invitando a los invitados al palacio de hielo de Elsa con la melodía de "Do You Want to Build a Snowman?". Más tarde se le ve patinando sobre hielo en su castillo mientras canta "For the First Time in Forever" y aparece al final junto a Elsa y Anna para interpretar "In Summer".

### Otros
- También aparece en el anuncio televisivo de Sky Adventures.
- Un globo del personaje debutó en el 91º Desfile del Día de Acción de Gracias de Macy's en 2017.
- Olaf es un personaje no jugable en Kingdom Hearts III.